# Racotumomab
Racotumomab (nombre comercial Vaxira®) es una vacuna terapéutica contra el cáncer destinada al tratamiento de tumores sólidos, desarrollada por Recombio, un consorcio público-privado integrado por instituciones de distintos países, en particular por el Centro de Inmunología Molecular de La Habana, Cuba e investigadores de la Universidad de Buenos Aires y la Universidad Nacional de Quilmes, ambas de Argentina. Induce al sistema inmunológico del paciente a generar una respuesta contra un blanco molecular específico del cáncer, con el fin de controlar el crecimiento del tumor, retrasar el avance de la enfermedad y consiguientemente aumentar la sobrevida del paciente.
Racotumomab estimula una respuesta inmune contra el antígeno tumoral N-glicolil GM3 (NGcGM3), un tipo de gangliósido presente en la superficie de células cancerosas de pulmón y mama, melanoma y tumores pediátricos neuroectodérmicos
. Racotumomab completó con éxito un ensayo clínico de prueba de concepto en cáncer pulmonar de células no pequeñas (CPCNP o NSCLC, por sus siglas en inglés). Actualmente se está llevando a cabo un ensayo clínico confirmatorio en un estudio multinacional para la misma indicación.

## Mecanismo de acción
Los gangliósidos se concentran en la superficie de membrana de células de mamíferos y desempeñan un papel importante en el crecimiento y la diferenciación celular. Sin embargo, los gangliósidos NGc son prácticamente indetectables en tejidos y fluidos humanos saludables debido a una eliminación genética en el gen humano que codifica la enzima responsable de la síntesis de NGc, la hidroxilasa CMP del ácido N-acetil-neuramínico. No obstante, el gangliósido NGcGM3 se expresa con intensidad en varios cánceres humanos, como el de pulmón, mama, melanocitos, colon y tumores pediátricos neuroectodérmicos, lo cual convierte a este neoantígeno en un blanco atractivo para la terapia contra el cáncer.
Racotumomab es un anticuerpo monoclonal anti-idiotípico de origen murino que imita a los gangliósidos NGc, e induce así una respuesta inmunológica contra el antígeno tumoral NGcGM3. Por lo tanto, en lugar de ser una terapia pasiva con anticuerpos, racotumomab actúa como vacuna terapéutica. En pacientes con melanoma, cáncer de mama y de pulmón, racotumomab demostró inducir una respuesta inmunológica específica que reconoce y directamente mata a las células tumorales que expresan el neoantígeno, mediante un mecanismo de necrosis oncótica. La expresión específica de NGcGM3 en células malignas reduce el riesgo potencial de una reacción inmunológica cruzada que podría causar graves efectos adversos.

## Administración del tratamiento y efectos colaterales
Racotumomab se administra a pacientes que previamente recibieron el tratamiento oncoespecífico establecido en las normas terapéuticas estándares (cirugía, quimioterapia y radioterapia).
Una solución de racotumomab con hidróxido de aluminio como adyuvante se administra por vía intradérmica cada 14 días durante los dos primeros meses (cinco dosis) y luego se aplican dosis mensuales de refuerzo.
Racotumomab es bien tolerado por los pacientes. La toxicidad general de la vacuna fue clasificada de grado 1 y 2, según los Criterios Comunes de Toxicidad) definidos por el National Cancer Institute (NCI) (versión 3.0). El tratamiento se asocia principalmente con reacciones leves a moderadas en la zona de la inyección (eritema local, induración y dolor), que desaparecen en 24-48 horas. Las reacciones sistémicas, como síntomas de gripe y escalofríos, son menos frecuentes, reversibles y autolimitadas.

## Aprobaciones e indicaciones
Racotumomab obtuvo la aprobación en dos países, Argentina y Cuba, para el tratamiento del cáncer de pulmón de células no pequeñas (CPCNP) recurrente o avanzado, que recibieron quimioterapia o radioterapia; o CPCNP independiente de la etapa de la enfermedad, cuando no puede administrarse otra terapia estándar.

## Ensayos clínicos
Un estudio aleatorizado multicéntrico de fase III de inmunoterapia específica activa con racotumomab sumado a la mejor terapia de soporte, versus sólo la mejor terapia de soporte en pacientes con CPCNP avanzado que lograron una respuesta objetiva (parcial o completa) o enfermedad estable al tratamiento estándar de primera línea se encuentra en marcha en Argentina, Brasil, Cuba, Indonesia, Filipinas, Singapur, Tailandia y Uruguay. En el estudio se evaluarán 1.082 pacientes con CPCNP en las etapas IIIA (no resecable), IIIB o IV. El estudio es desarrollado por Recombio en colaboración con Laboratorios Elea (Argentina), CIM (Cuba), Laboratorios Europharma (Brasil), InnogeneKalbiotech (Singapur) y varias instituciones de investigación pública.